# Blossia singularis
Espèce
Synonymes
- Blossiola singularis Lawrence, 1965

Blossia singularis est une espèce de solifuges de la famille des Daesiidae.

## Distribution
Cette espèce est endémique d'Afrique du Sud. Elle se rencontre vers Shipale.

## Publication originale
- Lawrence, 1965 : Some new or little known Solifugae from Southern Africa. Proceedings of the Zoological Society of London, vol. 144, p. 47-59.